# Geste des Engleis en Yrlande
La Geste des Engleis en Yrlande est une chronique anglo-normande relatant l’arrivée en 1170 de Richard de Clare, comte de Pembroke en Irlande, puis celle d’Henri II.
Cette chronique ne survit que dans des fragments redécouverts au XVIIe siècle. On l’a également appelée Conquête de l'Irlande et Chanson de Dermot et du comte.